# Benld
Benld è un comune degli Stati Uniti d'America, situato in Illinois, nella Contea di Macoupin.
Il 29 settembre 1938, un meteorite cadde su Benld e fu il terzo meteorite caduto nell'Illinois da quando furono registrati i dati. Il meteorite fu anche uno dei pochi meteoriti conosciuti a colpire un manufatto, provocando un foro nel tetto del garage di un certo Edward McCain e infilandosi nello schienale del sedile della sua Pontiac coupé del 1928. Un vicino di casa, Carl Crum, stava a circa 50 piedi dal punto d'impatto e fu forse la persona che fu più vicina a essere colpita da un meteorite nella storia, per quei tempi. Il meteorite e parti dell'auto colpita sono ora in mostra presso il Field Museum of Natural History a Chicago.